# Maliattha separata
Maliattha separata là một loài bướm đêm trong họ Noctuidae.